# Jean Ernest Simonot
L'ingénieur en chef Jean Ernest Simonot, né le 24 août 1866 à Montigny-Montfort (Côte-d'Or) et mort le 8 mai 1958 à Nantes (Loire-Atlantique), était un polytechnicien, ingénieur du Génie maritime, spécialiste des sous-marins et de leur armement.

## Distinctions
- Officier de la Légion d'honneur (1916)
  -  Chevalier de la Légion d'honneur (1905)[1]
- Officier de l'ordre des Palmes académiques[1]

## Œuvres
- M. SIMONOT, Ingénieur du Génie maritime, « Fatigue des tuyautages de vapeur produite par leur dilatation à chaud », Congrès international d'architecture et de construction navales : [tenu à Paris du 19 au 21 juillet 1900], Paris, Gauthier-Villars,‎ 1900, p. 223 (lire en ligne).